# Sofía Álvarez Tostado
Sofía Álvarez Tostado Macín (Querétaro, 5 de junio del 2000)  también conocida como Sofía Álvarez. Es una futbolista mexicana profesional que jugó en el equipo Gallos Femenil de Querétaro, del año 2018 a enero del 2022.  Fue la quinta jugadora de la Liga MX Femenil en emigrar al extranjero, después de Estefanía Fuentes, Cecilia Santiago, Paulina Solís y Rubí Soto.  Se incorporó con el número 12  a la escuadra del Valencia CF, en la Liga Iberdrola (Primera División Femenil de España)  el 6 de febrero del 2022.

## Clubes
- Querétaro Fútbol Club Femenil (2018-2021)
- Valencia CF (2021-2022)
- Beşiktaş Jimnastik Kulübü (2022-2024)
- AEK Athens F.C. (2024-)

## Trayectoria
Debutó el 16 de julio de 2018 en un juego ante Tigres Femenil.
Seleccionada Nacional Sub-20.
Participó en 8 torneos en la Liga MX Femenil con 105 partidos y 8 goles.
Su primer encuentro con el Valencia CF fue con el equipo Levate, donde jugó 6 minutos.
Su contrato con el club Valencia CF estuvo estipulado hasta junio del 2022.
Sofía Álvarez es la segunda queretana en jugar en el futbol profesional de España, después de Mariana Díaz Leal quien jugó para el Santa Teresa de la segunda división.